# Družina Kennedy
Družina Kennedy je v ameriški politiki ugledna ter bogata irsko-ameriška družina potomcev Josepha P. Kennedyja in Rose Fitzgerald Kennedy. Vplivna demokratska družina je znana po političnem liberalizmu. Najbolj znani član družine je bil pokojni predsednik ZDA John F. Kennedy.
Kennedyjevi so velikokrat primerjani z Adamsovimi, Bushi in Tafti ter skupaj sestavljajo najbolj vplivne ameriške politične družine. Vse tri družine izhajajo iz Nove Anglije, medtem ko Kennedyjevi izhajajo iz Massachusettsa.
Nekateri politični komentatorji so v zgodnjih 60. letih 20. stoletja napovedovali, da bo John F. Kennedy začetnik dinastije v Beli hiši. Toda njihove napovedi so propadle po atentatu na senatorja ZDA Roberta F. Kennedyja leta 1968 in vpletenosti senatorja Edwarda Kennedyja v nesrečo s smrtnim izidom.
Družino tudi zaznamuje dolga serija nepričakovanih smrti njenih članov: Michael Kennedy, David Kennedy, John F. Kennedy, Kathleen Kennedy, Joseph P. Kennedy mlajši, Robert F. Kennedy, John J. Kennedy.

## Fitzgeraldi in Kennedyji
Korenine Fitzgeraldov in Kennedyjev segajo na Irsko. V času velike irske lakote je milijon Ircev pomrlo, skoraj tri milijone se jih je izselilo, večina v ZDA. Med njimi tudi mladi kmet iz grofije Limerick, Thomas Fitzgerald (emigriral l. 1854) in Patrick Kennedy (emigriral že l. 1849), sodar iz grofije Wexford. Kot vsi Irci sta se izkrcala na Noddlovem otoku, ki je del Bostona. Boston je kasneje imenovan »irsko mesto«. Tam je vladala protestantska aristokracija in do množice revnih priseljencev, predvsem pa do Ircev, so imeli poniževalen odnos. Kdor je dobil delo, je garal 15 ur, jedli so nezadostno in se stiskali v bednih barakah, ki so tvorila strnjena naselja, t. i. bostonske slumi. V slumih je bilo tudi kotišče raznih epidemij – kolera, črne koze, tuberkuloza, tifus...
Bolezen je pobrala Thomasa Fitzgeralda in njegovo ženo Rosanno Cox (irska priseljenka), preživel pa je najstniški sin John Fitzgerald (ded bodočega predsednika JFK po mamini strani).
Zbolel je tudi Patrick Kennedy in umrl 10 mesecev po rojstvu sina Patricka Josepha (ded bodočega predsednika JFK po očetovi strani). Zaradi kolere je prav tako umrl njihov najstarejši sin John, ostale so tri sestre. Tako so z ovdovelo materjo, Bridget Murphy (tudi irska priseljenka) živeli v veliki revščini. Patrick Joseph je pri 14 letih zapustil šolo, delal kot pristaniški delavec, kelnaril in pomagal materi preživljti družino. Bil je varčen, s prihranki je kupil trgovinico, nato pivnico in kasneje krčmo, kjer so se zbirali vse številnejši irski priseljenci. Resen in podjeten Patrick je imel že v mladih letih smisel za posle, kupil je skladišče in trgoval s premogom ter kupoval pakete delnic lokalne banke. Začel se je uveljavljati kot politični vodja Ircev v svoji četrti. Okoli leta 1890 so bile irske politične pozicije v Bostonu tako močne, da so jih morali resno jemati tudi na ravni zvezne države Massachusetts. Z glasovi sonarodnjakov se je Patrick prebil v mestni svet in nato v senat zvezne države. Pridružil se je Demokratski stranki in se prebil v peterico najuglednejših članov v Bostonu. 
Med temi petimi je bil tudi drugi ded bodočega ameriškega predsednika JFK, John Fitzgerald. Klicali so ga "Honey Fitz" - bil je veseljak (ob vsaki priložnosti je zapel "Sladko Adeline", izvirno Sweet Adeline, od H.W.Armstronga), vedno je bil lepo oblečen in galanten do žensk. Prirejal je zabavne piknike in ni manjkal na nobeni irski poroki, krstu ali pogrebu. A pod bučno zunanjostjo se je skrival premišljen človek. S trgovskimi posli si je pridobil bogastvo in s svojo priljubljenostjo mu je uspelo, da je leta 1906 postal prvi Irec, ki je bil izvoljen za župana Bostona.
Fitz, poročen z Mary Josephine Hannon "Josie", je svojo najstarejšo hči Rose poslal v najboljši kolidž v New York, kasneje na Nizozemsko in Francijo, kjer se je učila francoščine, nemščine in klavirja. Ko se je vrnila domov je izobražena, odločna in elegantna Rose v družabnem življenju očeta, županu Bostona, pogosto nadomeščala svojo mamo, ki je raje mirno skrbela za dom in številno družino. "Josie" je umrla v starosti 98 let in 9 mesecev po atentatu na vnuka, predsednika ZDA, a ji je družina ta tragični dogodek zamolčala.
Patrick, poročen z Mary Augusto Hickley, hčerjo politika, je imel sina Josepha, diplomanta Harvarda, ki je že v mladih letih pokazal poslovne in voditeljske sposobnosti, kupoval delnice ter pri 25-ih letih postal predsednik bostonske banke Columbia Trust Co. V sinovem imenu je Patrick zaprosil Fitza za Roseino roko, saj sta bila mladca zaljubljena, dvorjenje je trajalo kar 7 let. Fitz se je obotavljal, saj je upal, da bo hčer omožil v kako še bogatejšo družino, s Patrickom pa sta bila tudi politična konkurenta v stranki. Končno pa je le privolil, da se Joseph in Rose vzameta.

## Joseph Kennedy, poslovni genij
Čeprav je Joseph povsod dosegal uspehe, je le kratek čas ostal na istem mestu. Po treh letih dela na banki, je postal predsednik bostonske ladjedelnice, kjer je ostal dve leti, nato je presedlal k filmu in radiu. V desetih tednih je popolnoma reorganiziral veliko radijsko družbo Radio Corporation of America in približno toliko časa je potreboval za reorganizacijo filmske družbe Paramount. Največ pa se je ukvarjal z borznimi špekulacijami velikega obsega, zato je preselil družino v New York, da je bil bliže borzi. Obdržal je posest v Bostonu, za prestiž pa je kupil novi morski rezidenci – leta 1927 letno v Hyannis Portu, Massachusetts, ki velja za glavno domovanje družine do danes in leta 1933 zimsko v Palm Beachu na Floridi.
Borzni zlom leta 1929 je zamajal ameriške finance. A daljnovidni Kennedy je borzništvo pravočasno začasno zapustil – potihoma prodal delnice, spravil gotovino in čakal. Nato je začel za gotovino po nizki vrednosti kupovati propadla podjetja. Začel se je močneje udejstvovati v politiki. Odločil se je, da bo s svojim vplivom in denarjem podprl demokratskega predsedniškega kandidata Franklina D. Roosevelta, s katerim sta se sicer poznala in sodelovala že v času prve svetovne vojne. Med predsedniško kampanjo leta 1932 je postal Kennedy njegov vodja propagande. Roosevelta je podprl tudi s knjigo, v kateri je razložil, da brezpogojno podpira gospodarski program New Deal, ker lahko le ta reši ameriško ekonomijo. Najpomembnejše točke tega programa so bila javna dela, večji nadzor države nad gospodarstvom in financami ter ukinitev zlate podlage ameriškega dolarja. Kennedyju je bila pomembna informacija namera Roosevelta, da v primeru zmage ukine prohibicijo točenja alkohola, kar je nameraval Kennedy hitro izkoristiti. V Evropi in Kanadi je nabavil velike količine alkoholnih pijač, vse spravil v kanadskih skladiščih in na ladjah ter si od proizvajalcev alkohola izboril ekskluzivne pravice do prodaje v ZDA. Ko je bila prohibicija ukinjena, je bil prvi na ameriškem tržišče in zaslužil nove milijone. Nasprotniki so mu očitali, da je že prej tihotapil alkohol, vendar mu niso mogli dokazati.
Predsednik Roosevelt je Kennedyja zaprosil, da postane šef komisije za borzo in res je leto in pol urejeval razmajane finance v državi. Na tem položaju ga je doletela ironična naloga, da je z zakonom prepovedal manipulacije z delnicami, s katerimi si je bil sam pridobil premoženje. Pričakoval je še pomembnejše politično imenovanje. Posvetil se je tudi svoji številni družini, saj se je bližal čas, da se začne uveljavljati nova generacija Kennedyjev.

## Kennedyjev klan
Joseph in Rose Kennedy sta bila blagoslovljena z otroki. Pri hiši jih je bilo devet – Joe, John, Rosemary, Kathleen, Eunice, Patricia, Robert, Jean, Edward. V nasprotju z resnim dedkom Patrickom, je bil dedek Fitz veselega značaja in se je zelo zanimal za svoje vnuke. Vodil jih je na izlete, igre ragbija in ribolov. Bil je še politično aktiven in doma pilil predvolilne govore za guvernerja Massachusettsa, ki jih je zavzeto poslušal takrat petletni John. Dedek ni postal guverner, mali John pa je dobil prve politične lekcije.
Glava družine Joseph P. Kennedy je vodil svojo veliko družino kot ponosni plemenski poglavar. Čeprav so bili Kennedyji vneti katoliki, oče svojih sinov ni pošiljal v stroge katoliške šole. Drugače je bilo s hčerami, vse so srednje šole končale v katoliških dekliških internatih.
Vso svojo energijo so Kennedyji - tesno povezana in razigrana družina, vlagali v šport in politiko. Vsi so bili tekmovalni in oboževali grobe igre z žogo in jadranje. Najstarejši Joe je bil superioren na vseh področjih v šoli, vsestranski športnik, rojen za vodjo in oče je imel z njim velike načrte, mlajši sorojenci pa za vzgled. Izjemno borbena je bila Eunice, zato je oče Joseph večkrat rekel – če bi bila moški, bi bila predsednik gotovo ona. John pa je bil od malega bolj plah, bolehen, povprečen v šoli in pri športu, le pri jadranju je užival. V srednji šoli si je pri športu poškodoval še hrbtenico in kadar je moral počivati, je veliko in rad bral (edini v družini), še posebej o ameriški zgodovini. Rosemary - Rosie, najlepša Kennedyjeva, je bila mentalno zaostala, neobvladljiva in oče se je po posvetu z zdravniki (brez vednosti žene) odločil, da opravijo lobotomijo, ki pa žal ni uspela. Tako od svojega 21. leta ni več živela pri družini, ampak v samostanu. Joe je že bil na Harvardu, čez dve leti še John na Princetonu. Zaradi bolezni – tokrat zlatenice – je prekinil šolanje in kasneje nadaljeval na Harvardu. Oče Joseph pa je leta 1937 dočakal mesto veleposlanika v Londonu. Z njim je odšla vsa družina, razen študentov Joea in Johna. Potomec ubožnih irskih kmetov, ki so bežali z rodnega otoka zaradi nasilja angleške aristokracije, je zdaj lahko obiskoval angleški kraljevi dvor. Rose Kennedy je v spominih zapisala, da so bila to najbolj srečna leta družine.
Številni irski izseljenci so s seboj nesli močno zamero Angležem zaradi (ne)ukrepanja angleške vlade med irsko lakoto in so lakoto interpretirali kot genocid, ki so ga Angleži zagrešili, da bi zmanjšali populacijo. Irski patriotizem se je samo še okrepil. Ustvarjanje irske diaspore ni samo spremenilo irske družine, ki je svojo nacionalno identiteto raje ohranjala s katoliško vero kot z gelščino, temveč je močno vplivalo tudi na države, v katere so se Irci naselili. Danes 40 milijonov Američanov trdi, da so irskega porekla.
Leta 1940 je veleposlanik Kennedy naredil veliko napako s svojim stališčem do Nemčije. Menil je, da je Hitlerjev vojni stroj premočan in bo Britanijo porazil. Zagovarjal je stališče, da se ZDA ne smejo vmešavati v evropsko politiko, vse dokler ne bo vojne konec in bo spet moč trgovati. To je povzročilo ogorčenje v V. Britaniji in veleposlanika so tiho umaknili iz Londona, predsednik Roosvelet pa je z njim prekinil vse stike. Osebne politične kariere je bilo konec, zato se je realist Joseph osredotočil na bodočo politično kariero svojega najstarejšega sina. Joe je takrat vstopil v vojno letalstvo in se šolal za pilota, John pa se je odločil za mornarico in se izkazal v bojih na južnem Pacifiku, posebej pa ob hrabrem reševanju svoje posadke pri Solomonovih otokih, ko so jim njihov torpedni čoln PT-109 japonski rušilci potopili.
Tudi Joe se je izkazal s pogumom. Bil je pilot bombnika in je od jeseni 1943 iskal nemške podmornice v vodah okoli britanskega otočja. Poleti leta 1944 je prostovoljno sodeloval v drzni akciji – Operacija Afrodita. 12.8. so njegov bombnik liberator napolnili z devetimi tonami eksploziva. S kopilotom Wilfordom J. Willyjem, mornariškim letalskim poročnikom iz Fort Wortha v Teksasu, sta letalo dvignila v zrak, usmerila proti Franciji, aktivirala vžigalnike za eksploziv, potem bi naj s padali izkočila pred francosko obalo, sam bombnik pa bi proti končnemu cilju - podzemnemu vojaškemu kompleksu nemških sil v Normandiji - vodilo drugo letalo z radijskimi valovi. Vendar je letalo iz neznanih razlogov predčasno eksplodiralo že na začetku Rokavskega preliva, oba pilota pa je raztrgalo na koščke.
Sledila je še ena tragedija – Kathleen Kennedy. Vedno vesela Kennedyjeva hči se je v Veliki Britaniji zaljubila v Williama Cavendisha, markiza Hartingtona, dediča vojvode Devonshira - iz rodbine, ki je stoletja zvesto služila britanski kroni. Med njima je bila razlika v veri – markiz je bil protestant in Kathleen katoličanka. Vsak od njiju je hotel vztrajati pri svoji veroizpovedi in ne ena ne druga družina nista bili navdušeni. Kathleen je ostala med vojno v Londonu, kjer je delala pri Rdečem križu. Leta 1943 sta se civilno in zaradi vojnega pomanjkanja skromno poročila, od njene družine je prišel na poroko samo brat Joe. Mož je šel v vojsko, mlada nevesta pa je avgusta, ob smrti brata Joeja, odšla domov v ZDA, da bi bila pri družini. Potem pa je dobila sporočilo, da je njen mož padel v pehotni bitki v Normandiji. Vrnila se je nazaj v Združeno kraljestvo, kjer jo je moževa družina sprejela kot svojo. Leta 1948, ko je stari Kennedy potoval po južni Franciji, je hči želela srečati očeta. Sprejela je ponudbo prijatelja, grofa Petra Fitzwilliama, s katerim se je nameravala poročiti, kot sopotnica v njegovem letalu, saj je ravno odhajal na poslovno potovanje v južno Francijo. Rokavski preliv sta srečno preletela. Letalo je v nevihtni noči trčilo v goro med Lyonom in Marseillom - blizu mesteca Privas. Nihče ni preživel. Od njene družine je bil na pogrebu v Veliki Britaniji samo oče Joseph.
Vsi Kennedyjevi sinovi so oženili žene, ki so v družbi kotirale višje od njih in s tem pridobivali družbeni ugled. Žene so morale biti predane moževi karieri in imeti otroke. Vsi možje od Kennedyjevih hčera so morali sodelovati v družinskih poslih. Nihče ni bil finančno neodvisen in vsi so se pokoravali in polagali račune despotskemu očetu in tastu. In ob pogostih skupnih družinskih večerjah jih je ta pokaral ali pohvalil.

## Rodovnik
- Joseph Patrick Kennedy sr. (1888–1969), poročen z Rose Kennedy (1890–1995).
  - Joseph Patrick Kennedy jr. (1915–1944).
  - John Fitzgerald Kennedy (1917–1963), 35. predsednik ZDA; poročen z Jacqueline Bouvier - (1929–1994). Otroci:
    - Arabella Kennedy (mrtvorojena 1956)
    - Caroline Bouvier Kennedy (* 1957), poročena z Edwinom A. Schlossbergom. Otroci:
      - Rose Kennedy Schlossberg (* 1988)
      - Tatiana Celia Kennedy Schlossberg (* 1990)
      - John Bouvier Kennedy Schlossberg (* 1993)

    - John Fitzgerald Kennedy jr. (1960–1999), poročen z Carolyn Bessette-Kennedy (1966–1999)
    - Patrick Bouvier Kennedy (1963–1963).

  - Rosemary Kennedy (1918–2005).
  - Kathleen Agnes Kennedy-Cavendish (1920–1948), poročena s protestantom, Angležem Williamom J. R. Cavendishom - markizom Hartingtonom (1917–1944).
  - Eunice Kennedy-Shriver (1921–2009), poročena z Robertom S. Shriverjem Jr. (1915-2011). Otroci:
    - Robert Sargent Shriver III. (* 1954), filmski producent
    - Maria Owings Shriver (* 1955), novinarka, poročena z Arnoldom Schwarzeneggerjem (* 1947). Otroci:
      - Katherine Eunice Schwarzenegger (* 1989)
      - Christina Maria Aurelia Schwarzenegger (* 1991)
      - Patrick Arnold Schwarzenegger (* 1993)
      - Christopher Sargent Shriver Schwarzenegger (* 1997)

    - Timothy Perry Shriver (* 1959), oče od
      - Sophia Rose Shriver (* 1987)
      - Timothy Perry Shriver jr. (* 1988)
      - Samuel Kennedy Potter Shriver (* 1992)
      - Kathleen Potter Shriver (* 1994)

    - Mark Kennedy Shriver (* 1964), oče od 
      - Mary Elizabeth Shriver (* 1998)

    - Anthony Paul Kennedy Shriver (* 1965), oče od 
      - Eunice Julia Shriver (* 4. januar 1994)
      - Francesca Maria Shriver (* 13. december 1994).

  - Patricia Kennedy Lawford (1924–2006), poročena z Petrom Lawfordom (1923–1984). Otroci:
    - Christopher Kennedy Lawford (* 1955), oče od
      - David Christopher Kennedy Lawford (* 1987)
      - Savannah Rose Lawford (* 1990)
      - Matthew Valentine Lawford (* 1995)

    - Sydney Maleia Lawford (* 1956), mati od
      - James Peter McKelvy, Jr (* 1985)
      - Christopher Kennedy McKelvy (* 1987)
      - Patrick Ryon McKelvy (* 1989)
      - Anthony Lawford McKelvy (* 1992)

    - Victoria Frances Lawford (* 1958), mati od
      - Alexandra Lawford Pender (* 1988)
      - Caroline Patricia Pender (* 1990)
      - Victoria Rose Pender (* 1993)

    - Robin Elizabeth Lawford (* 1961).

  - Robert Francis Kennedy (1925–1968), poročen z Ethel Skakel (* 1928). Otroci:
    - Kathleen Kennedy Townsend (* 1951), mati od
      - Meaghan Anne Kennedy Townsend (* 1977)
      - Maeve Fahey Kennedy Townsend (* 1979)
      - Rose Katherine Kennedy Townsend (* 1983)
      - Kerry Sophia Kennedy Townsend (* 1991)

    - Joseph Patrick Kennedy II (* 1952), oče od
      - Matthew Rauch Kennedy (* 1980)
      - Joseph Patrick Kennedy III. (* 1980)

    - Robert Francis Kennedy Jr. (* 1954), oče od 
      - Robert Francis Kennedy III. (* 1984), (prvi zakon)
      - Kathleen Alexandra Kennedy (* 1988), (prvi zakon)
      - Conor Richardson Kennedy (* 1994), (drugi zakon)
      - Kyra LeMoyne Kennedy (* 1995), (drugi zakon)
      - William Finbar Kennedy (* 1997), (drugi zakon)
      - Aidan Caohman Vieques (* 2001), (drugi zakon)

    - David Anthony Kennedy (1955–1984), umrl zaradi predoziranja z drogami
    - Mary Courtney-Kennedy (* 1956), mati od
      - Saoirse Roisin Hill (* 1997)

    - Michael LeMoyne Kennedy (1958–1997), umrl pri smučarski nesreči, oče od
      - Michael LeMoyne Kennedy jr. (* 1983)
      - Kyle Francis Kennedy (* 1984)
      - Rory Gifford Kennedy (* 1987)

    - Mary Kerry Kennedy (* 1959), mati od
      - Cara Ethel Kennedy Cuomo (* 1995)
      - Mariah Matilda Kennedy Cuomo (* 1995)
      - Michaela Andrea Cuomo (* 1997)

    - Christopher George Kennedy (* 1963), oče od
      - Katherine Berner Kennedy (* 1990)
      - Christopher George Kennedy jr. (* 1992)
      - Sarah Louise Kennedy (* 1994)
      - Clare Rose Kennedy (* 1998)

    - Matthew Maxwell Taylor-Kennedy (* 1965), oče od
      - Matthew Maxwell Taylor Kennedy jr. (* 1993)
      - Caroline Summer Rose Kennedy (* 1994)
      - Noah Isabella Rose Kennedy (* 1998)

    - Douglas Harriman-Kennedy (* 1967), oče od
      - Riley Elizabeth Kennedy (* 1999)
      - Mary McCauley (* 2001)
      - Rowen Francis (* 2004)

    - Rory Elizabeth Katharine Kennedy (* 1968 - po smrti očeta, senatorja RFK), poročena z Markom Baileyem, mati od
      - Georgia Elizabeth Kennedy-Bailey (* 2002)
      - Bridget Kennedy-Bailey (* 2004)
      - Zachary Corkland Kennedy Bailey (* julij 2007).

  - Jean Ann Kennedy-Smith (* 1928), poročena s Stephenom E. Smithom (1927–1990). Otroci:
    - Stephen Edward Smith, Jr (* 1957)
    - William Kennedy Smith (* 1960)
    - Amanda Mary Smith (* 1967), posvojena, poročena s Stephenom C. Hoodom, mati od
      - Stephanie Hood (* 2002)

    - Kym Maria Smith (* 1972), posvojena, poročena z Alfiejem Tuckerjem.

  - Edward Moore (Ted) Kennedy (1932–2009), poročen prvič z Virginia Joan Bennett (* 1936, ločitev 1982), poročen drugič z Victoria Reggie (* 1954). Otroci:
    - Kara Ann Kennedy (1960–2011), mati od
      - Grace Kennedy Allen (* 1994)
      - Max Greathouse Allen (* 1996)

    - Edward Moore Kennedy jr. (* 1961), oče od
      - Kiley Elizabeth Kennedy (* 1994)
      - Edward Moore Kennedy III. (* 1998)

    - Patrick Joseph Kennedy (* 1967) politik, oče od
      - Owen Patrick Kennedy (* 2012)

## Galerija
- Patrick Joseph "P. J." Kennedy I (14. januar 1858, Boston – 18. maj 1929, Boston), poslovnež, politik
- Joseph Patrick "Joe" Kennedy, Sr. (6. september 1888, Boston – 18. november 1969 Hyannis),poslovnež, borznik, veleposlanik ZDA v Veliki Britaniji
- Rose Elizabeth Fitzgerald (22. julij 1890, Boston – 22. januar 1995), filantropistka
- Joseph Patrick "Joe" Kennedy, Jr. (25. julij 1915 Brookline – 12. avgust 1944), pravnik, vojaški pilot
- John Fitzgerald "Jack" Kennedy, Sr. (29. maj 1917, Brookline – 22. november 1963, Dallas), pomorski častnik, politik, predsednik ZDA
- Caroline Bouvier Kennedy (28. november 1957, New York City), urednica, veleposlanica ZDA na Japonskem
- John Fitzgerald "John-John" Kennedy, Jr. (25. november 1960, Washington, D.C. – 16. julij 1999, Martha's Vineyard), pravnik, založnik
- Eunice Mary Kennedy (10. julij 1921, Brookline – 11. avgust 2009, Hyannis), ustanoviteljica fondacije Special Olympics
- Robert Sargent "Sarge" Shriver, Jr. (9. november 1915, Westminster – 18. januar 2011 Bethesda), pravnik, politik, veleposlanik v Franciji
- Robert Sargent "Bobby" Shriver III (28. april 1954, Chicago), pravnik, novinar, producent
- Maria Owings Shriver (6. november 1955, Chicago), novinarka
- Arnold Alois Schwarzenegger (30. julij 1947, Thal bei Graz), igralec, politik, guverner Kalifornije
- Patrick Arnold Shriver Schwarzenegger (18. september 1993, Los Angeles) in njegova sestra Katherine Eunice Schwarzenegger (13. december 1989, Los Angeles)
- Timothy Perry Shriver (29. avgust 1959, Boston), predseduje fondaciji Special Olympics
- Peter Sydney Ernest Lawford (7. september 1923, London – 24. december 1984, Los Angeles), igralec
- Robert Francis "Bobby" Kennedy, Sr. (20. november 1925, Brookline – 6. junij 1968, Los Angeles), pravnik, pravosodni minister, senator
- Ethel Skakel Kennedy (11. april 1928, Chicago)
- Kathleen Kennedy Townsend (4. julij 1951, Greenwich), politik, viceguvernerka Marylanda
- Joseph P. Kennedy II (24. september 1952, Boston), poslovnež, politik
- Joseph P. Kennedy III (4. oktober 1980, Boston), pravnik, politik
- Robert Francis Kennedy, Jr. (17. januar 1954, Washington, D.C.), politik, pravnik (okoljska problematika)
- Andrew Mark Cuomo (6. december 1957, New York City), politik, guverner New Yorka
- Rory Elizabeth Katherine Kennedy (12. december 1968, Washington, D.C.), dokumentacijsko-filmska delavka, producentka
- Jean Ann Kennedy (20. februar 1928, Brookline), veleposlanica ZDA na Irskem
- William Kennedy Smith (4. september 1960, Brighton), fizik
- Edward Moore "Ted" Kennedy, Sr. (22. februar 1932, Boston – 25. avgust 2009 Hyannis Port), novinar, politik, senator
- Victoria Anne "Vicki" Reggie (26. februar 1954, Crowley), pravnica
- Patrick Joseph Kennedy II (14. julij 1967, Brighton), politik